# Muse
Muse és una banda anglesa de rock originària de Teignmouth, Devon. Des de la seva fundació ha estat composta pel vocalista, guitarrista i pianista Matt Bellamy, baixista i corista Christopher Wolstenholme i bateria Dominic Howard. El grup és conegut per les seves energètiques i extravagants actuacions en directe i per la seva fusió de diversos estils musicals, inclòs el rock progressiu, la música clàssica i electrònica.
Influenciats per grups com Queen, Radiohead o compositors clàssics com Serguei Rakhmàninov, Muse han tret set àlbums d'estudi: Showbiz (1999), Origin of Symmetry (2001), Absolution (2003), Black Holes and Revelations (2006), The Resistance (2009), The 2nd Law (2012) i Drones (2015). El grup ha rebut diversos premis durant la seva carrera, com els NME Awards o els MTV Europe Music Awards, la majoria relacionats amb les seves actuacions en directe. Alguns dels àlbums del grup han estat a més reconeguts entre els millors de la història del rock. Fins al llançament de The Resistance, Muse ha venut més de vuit milions d'àlbums.
El grup també és conegut pels interessos excèntrics del seu líder Matt Bellamy en la "gran conspiració", la vida extraterrestre, la teologia i l'apocalipsi, temes plasmats en les lletres d'algunes cançons.

## Història

### Formació i primers anys (1992 - 1997)
Encara que van néixer en diferents ciutats angleses, en Matt Bellamy, en Dom Howard i en Chris Wolstenholme es van conèixer durant la seva estada a principis dels noranta a la Community College de Teignmouth i Coombeshead College de Newton Abbot. Durant aquest temps en Matt conegué a en Dom i aconseguí entrar com a guitarrista al grup on en Dom tocava la bateria. Mentrestant, en Chris també tocava la bateria per a un altre grup local. Durant l'any 1994 el grup d'en Dom es va anar a poc a poc separant fins a quedar-se sol en Matt a la guitarra i en Dom a la bateria, moment en el qual demanaren a en Chris que aprengués a tocar el baix per poder entrar al grup. Després d'utilitzar diversos noms com Gothic Plague o Fixed Penalty, el grup, sota el nom de Rocket Baby Dolls, va fer el seu primer concert en una competició local el 1994. Encara que els tres es van prendre l'actuació com una protesta van acabar guanyant el concurs. A partir d'aquell moment començarien a prendre’s seriosament el grup, van canviar-li el nom a Muse i van renunciar a la universitat.
Després d'uns anys acumulant una base de seguidors a Londres, van tocar els seus primers concerts en aquesta ciutat i a Manchester. Més tard van tenir una reunió amb Dennis Smith que els va dur a fer el llançament dels seus dos primers EP. El segon va atreure l'atenció del columnista musical Steve Lamacq i de la revista del gènere NME. Tot seguit Dennis Smith va cofundar la productora Taste Media especialment per a Muse. Això va permetre a la banda preservar l'individualisme del seu so dels seus primers concerts. A pesar de l'èxit del segon EP, les companyies discogràfiques britàniques es negaven a protegir a Muse, i molts sectors de la indústria els acusava de tenir un so molt similar al de Radiohead. No obstant això, la discogràfica nord-americana Maverick Records ho va arreglar abans de contractar-los per Nadal de 1998. John Leckie, qui abans havia produït alguns discos de Radiohead, The Stone Roses i The Verve, va ser contractat per a produir el primer disc de la banda Showbiz. El disc mostrava l'estil agressiu de la banda, i contenia moltes referències de les dificultats que van tenir en venir a Teignmouth. El llançament d'aquest àlbum va ser seguit per una gira com teloners de Foo Fighters i de Red Hot Chili Peppers als Estats Units. El 1999 i 2000, Muse va tocar en els principals festivals d'Europa i Austràlia, acumulant una gran quantitat de seguidors a Europa occidental.

### Origin of Symmetry
El seu segon disc, de nou produït per Leckie, va resultar en un so més pesat i fosc, amb el baix distorsionat o sintetitzat, a vegades utilitzant tècniques clàssiques en cançons com Space Dementia. La banda va experimentar amb instruments poc ortodoxos, com l'orgue d'església, el mellotron, i una bateria encara més completa.
La veu de Bellamy apareixia en la seva màxima esplendor, guitarres amb arpegis i més utilització del piano que en el disc anterior, inspirat en pianistes romàntics, especialment els russos Rakhmàninov i Txaikovski. El disc també conté una versió de Feeling Good, de Anthony Newley i Leslie Bricusse. Després d'Origin of Symmetry, Muse va llançar Hullabaloo Soundtrack, un DVD de la seva actuació en viu al Zenith, a París, a l'octubre de 2001. Un disc doble va ser llançat al mateix temps, contenint una recopilació de b-sides i enregistraments del concert abans esmentat. Van editar també un doble senzill per a promocionar Hullabaloo; contenint les noves cançons In Your World i Dead Star entre d'altres. En l'edició de febrer de 2006 de la Revista Q, Origin of Symmetry va ser situat en el lloc 74 de l'enquesta sobre els 100 millors discos de la història. Per molts és el millor disc de Muse.

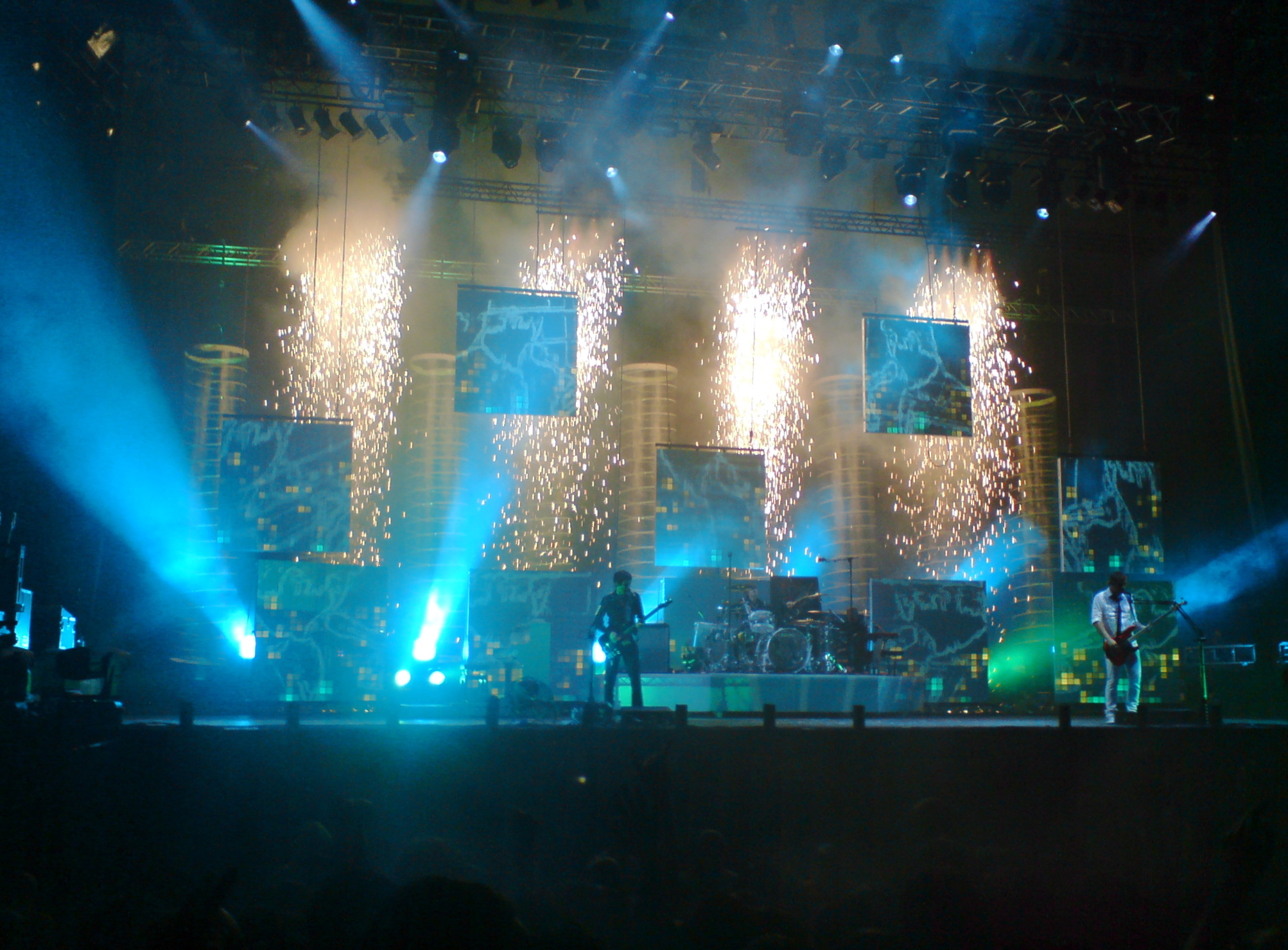
Muse en un concert a Leeds el 2006

### Absolution
El 2003, es va llançar un nou disc d'estudi. Produït per Rich Costey, el disc va demostrar una continuació pel que fa a estil. Muse va continuar barrejant influències clàssiques i el seu estil pesat. La banda ha fet referències a un tema general en el disc: la fi del món i les reaccions a aquesta situació (Apocalypse, please). Les lletres són en la seva majoria polítiques, influenciades principalment per l'entrada d'Anglaterra en la guerra d'Iraq. Finalment rebent el suport total de la crítica en el Regne Unit, i al costat de la discogràfica Warner, Muse va portar a terme la seva primera gira internacional en estadis, actuant a Austràlia, Nova Zelanda, Canadà i França. Mentrestant, es van treure cinc senzills de l'Absolution. La banda va tocar en el Festival de Glastonbury al juny de 2004. Bellamy va finalitzar el concert descrivint-lo com "el millor de les seves vides", però poc després d'aquest, el pare del bateria Dominic Howard, qui assistia al festival, va morir d'un atac cardíac. Tot i això, Howard va seguir el calendari previst per a la gira. Muse va continuar amb una gira amb molt èxit, principalment pels Estats Units, fins a mitjans de 2005. El 2 de juliol de 2006, Muse va participar en el concert Live 8, a París. A finals d'aquest any, el 12 de desembre es va editar un nou DVD: Absolution Tour, que contenia gairebé la totalitat del concert de Glastonbury, a més de quatre cançons més, de diferents concerts de la gira.

### Black Holes and Revelations
Després d'uns mesos de descans, la banda va tornar als estudis a l'agost de 2005. El nou disc va ser produït novament per Costey, i va ser titulat Black Holes and Revelations. L'àlbum va sortir al mercat europeu el 3 de juliol de 2006, encara que al Japó va ser llançat el 28 de juny, amb la pista extra Glorious. El disc és l'èxit més gran de la banda, tot i distanciar-se bastant dels seus treballs anteriors, el que va ser mal rebut per alguns crítics i seguidors. La gira va començar el 13 de maig, amb aparicions a la ràdio i a la televisió. No obstant això, la gira principal europea va començar a Baracaldo, Espanya; seguit per concerts a Madrid, Badalona i Lisboa. Seguidament va haver una recordada actuació en el Reading Festival. El 16-17 de juny de 2007, Muse va tocar un memorable concert en el renovat estadi de Wembley, amb una capacitat aproximada de 90.000 persones. Al començament d'abril van tornar de gira per Amèrica del Nord (després de recórrer Oceania i Àsia), i van visitar per primera vegada Mèxic. A EUA anar com teloners de My Chemical Romance. Al maig Muse va tornar a Europa per a actuar en festivals de la talla de Pinkpop, Rock am Ring o Rock Werchter. A més van fer més concerts en grans estadis; com el de Saint Denis, a París. A Espanya ja van tocar al Festival Internacional de Benicàssim com a caps de cartell (22 de juliol).

### The Resistance(2009-2012)
Les gravacions pel cinquè àlbum d'estudi van començar el 2 de febrer de 2009. El 24 de març del mateix any es va anunciar al web oficial que la banda començaria una nova gira aquesta tardor per Gran Bretanya, Europa i Amèrica del Nord. També es va comentar que la banda participaria en alguns concerts d'U2 pels Estats Units d'Amèrica.
El 22 de maig finalment la banda va anunciar que el seu nou àlbum tindria com a nom The Resistance i més tard, el 16 de juny, es va confirmar que la data de llançament seria el 14 de setembre de 2009. Pel tres de juny ja se sabien el nom de les cançons que la banda deia a través del seu Twitter.
A partir del 13 de juliol, Muse va revelar el seu web el primer tema, United States of Eurasia+ Collateral Damage. El 3 de juny es va escoltar el primer single a la BBC Radio, Uprising.
El disc va ser filtrat a Internet per problemes amb la data d'entrega a tendes de Melbourne i París.

### The 2nd Law(2012-present)
The 2nd Law és el primer àlbum després de The Resistance de 2009. Sobre aquest treball, Dominic Howard, el bateria de la banda, va dir que el líder Matt Bellamy: «Em va mostrar algunes coses que ha compost i sona més soft rock, però després amb la banda segur que endurim el so». En una entrevista a Billboard el 18 d'octubre de 2011, el mànager de la banda, Anthony Addis, va afirmar que ja havien començat a gravar el seu sisè àlbum a Londres i esperaven la seva sortida per a l'octubre del 2012.

## Estil musical i concerts
Els gèneres principals de Muse són el rock progressiu, el rock espacial i el rock alternatiu, encara que també integren a les seves cançons gèneres com la música electrònica, l'Indie rock, l'òpera, la música clàssica, el hard rock o el Heavy Metal.
Diverses cançons de Muse són reconegudes per la influència de Jeff Buckley en la veu de falsetto d'en Matt Bellamy i pel seu ús del vibrato. La veu d'en Matt Bellamy és sovint comparada amb la del cantant de Radiohead, Thom Yorke. Pel que fa a la seva funció com a guitarrista, Bellamy acostuma a citar Jimi Hendrix i Tom Morello com les seves principals influències. Aquesta influència es pot veure en efectes com els canvis d'altura, els quals creen un so electrònic, i en l'arpegi.
L'àlbum Black Holes and Revelations conté diverses influències d'estils musicals europeus i asiàtic. En Matt Bellamy ha admès que la música del sud d'Itàlia ha sigut de gran influència per a l'àlbum: viure a Itàlia li ha permès descobrir la música de Nàpols, que també conté elements de la tradició africana, ambdues plasmades en l'àlbum.

## Discografia
- Showbiz - 28 de setembre del 1999
- Origin of Symmetry - 18 de juny del 2001
- Absolution - 29 de setembre del 2003
- Black Holes and Revelations- 3 de juliol del 2006
- The Resistance - 14 de setembre del 2009
- The 2nd Law - 28 de setembre del 2012
- Drones - 5 de juny del 2015
- Simulation Theory - 9 de novembre del 2018
- Will of the People - 2022

## Guardons
Premis
- 2011: Grammy al millor àlbum de rock
- 2016: Grammy al millor àlbum de rock

Nominacions
- 2013: Grammy al millor àlbum de rock